# Mixocera sudanica
Mixocera sudanica là một loài bướm đêm trong họ Geometridae.